# Kumbe Balondo
Kumbe Balondo est une localité du Cameroun, située dans l'arrondissement d'Ekondo-Titi, le département du Ndian et la Région du Sud-Ouest.

## Population
Lors du recensement national de 2005, Kumbe Balondo comptait 632 habitants.